# جک بورکینشاو
جک بورکینشاو (انگلیسی: Jack Burkinshaw; ۱۲ مهٔ ۱۸۹۰ – ۱۹۴۷ (۵۶−۵۷ سال)) بازیکن فوتبال بود.
از باشگاه‌هایی که در آن بازی کرده‌است می‌توان به باشگاه فوتبال گریمزبی تاون اشاره کرد.